# 王凤 (更始)
王凤（?—?），新朝末年荊州江夏郡新市（今湖北京山）人，绿林军首领。
東漢天凤四年（17年），与王匡在绿林山起义。山中瘟疫，他带领部众到南阳，即新市兵。更始元年（23年）拥立刘玄为更始帝，王凤为成国上公。昆阳之战时，他率军守昆阳城。新朝灭亡后，更始帝封他为宜城王。之后，史书没有记载他的下落。